# بهروز غریب‌پور
بهروز غریب‌پور (زادهٔ ۲۸ شهریورِ ۱۳۲۹ در سنندج) نویسنده، کارگردان تئاتر و سینما و استاد نمایش عروسکی و نیز مدیرِ فرهنگیِ ایرانی است. 
وی از ۱۳۴۶ تاکنون بیش از ۵۰ نمایش و اپرای عروسکی را طراحی و کارگردانی کرده و بیش از ۲۰ اثر نوشته و ترجمه در کارنامه او  به جای مانده است.

## تحصیلات
- کارشناسی رشته هنرهای نمایشی از دانشکده هنرهای زیبا - دانشگاه تهران ۱۳۴۹
- تحصیلات ناتمام در آکادمی هنرهای دراماتیک رم و بازگشت به ایران در ۱۳۵۸ در جریان انقلاب [۵] ۱۳۵۷

## کارهای فرهنگی
- رئیس مرکز آموزش تئاتر و تئاتر عروسکی کانون پرورش فکری کودکان نوجوانان در شهرهای گوناگون ایران از سال ۱۳۶۰ تا ۱۳۶۹
- مشاور فرهنگی شهردار تهران از سال ۱۳۶۹ تا ۱۳۸۴
- بنیان‌گذار و مدیر فرهنگسرای بهمن از سال ۱۳۷۰ تا ۱۳۷۳
- عضو شورای برنامه‌ریزی ستاد شهر سالم از ۱۳۷۳ تا ۱۳۸۲
- مدیر کانون نمایشهای عروسکی مرکز هنرهای نمایشی از ۱۳۷۷ تا ۱۳۷۹
- بنیان‌گذار و مدیر خانه هنرمندان ایران
- عضو مرکز بین‌المللی تئاتر عروسکی یونیما از ۲۰۰۰
- رئیس شورای تشکیلات عروسکی WAP پراگ از ۲۰۰۶

## نوآوری و ابداعات
بهروز غریب‌پور، کارگردان و سرپرست گروه تئاتر عروسکی آران  نخستین بار با به روی صحنه آوردن اپرای عروسکی رستم و سهراب   به آهنگسازی  لوریس چکناوریان در سال ۱۳۸۳ _ تالار فردوسی، مسیر خلق اپرای ایرانی  را تحقق بخشید.
اپرای رستم و سهراب اولین اپرای عروسکی با استفاده از عروسک های نخی (ماریونت )با زبان شعر و اندیشه شاعر ا شاهنامه ابوالقاسم فردوسی می باشد . 
وی دومین اثر از اپرای عروسکی _ اپرای مکبث به آهنگسازی جوزپه وردی بر اساس  تراژدی مکبث نوشته ویلیام شکسپیر را در سال ۱۳۸۶ در تالار فردوسی به روی صحنه آورد اجرای موفق اپرای مکبث در عرصه بین المللی ، بیانگر دستیابی غریب‌پور و گروهش به  شیوه نوین و بدیع در بازی دهندگی عروسک های نخی می باشد.
سومین تجربه اپرای عروسکی گروه تئاتر عروسکی آران، اپرای عاشورا می باشد که در سال ۱۳۸۷ به نویسندگی و کارگردانی بهروز غریب‌پور و آهنگسازی بهزاد عبدی در تالار فردوسی به روی صحنه رفت.لازم است ذکر شود، اپرای عاشورا، اولین اپرای ملی و ایرانی است که موسیقی آن بر اساس ارکستراسیون و ردیف آواز ایرانی بر گرفته از نمایش تعزیه می باشد.

## رپرتوار اپرای ملی ایرانی
با توجه به عدم وجود سازمان پرورش هنرمند اپرا یعنی(خواننده-بازیگر)، گروه تئاتر عروسکی « آران»، به سرپرستی غریب‌پور،اپرای ایرانی را به منظور حفظ و  تداوم این هنر به صورت اپرای عروسکی، اجرا کرد. وی با یهره گیری از عروسک های نخی (ماریونت) و پلی بک موسیقی ارکستراسیون و کرال ، مفهوم آواگر (ارتباط یکپارچه از بازی دهنده-عروسک و خواننده) را جایگزین بازیگر-خواننده کرد.
بهره گیری از آواگران بر روی صحنه سبب شکل گیری سیستم رپرتوار اپرا گروه تئاتر عروسکی آران شده است که سالانه برنامه اجرای اپراهای عروسکی برای علاقه مندان ارائه  می شود.از جمله مزایای رپرتوار جذب مخاطب و آشنایی علاقه‌مندان به هنر تئاتر و موسیقی ایرانی با اپرای ملی ایرانی می باشد.
تالار فردوسی تهران مجهز به صحنه اختصاصی اجرا و کارگاه ساخت عروسک و دکو، سالن تخصصی اجرای اپرای عروسکی گروه آران می باشد که نخستین بار در سال ۱۳۸۳ با اجرای اپرای رستم و سهراب، از آن بهره برداری شد.
تماشاگران می توانند با حضور در تالار فردوسی از موزه ختصاصی عروسک های  تئاتر عروسکی آران  که در سال ۱۳۹۶ افتتاح شد، بازدید نمایند.

## سیستم بایو فیدبک و نورو فیدبک
شیوه ابداعی غریب‌پور  در بازی دهندگی عروسک ها تحت عنوان سیستم "بایو فیدبک و نورو فیدبک" توضیح داده می شود.
این شیوه که  بر اساس سیستم بازیگری ناتورالیستی کنستانتین استانیسلاوسکی
، تئورسین نامدار و کارگردان تئاتر روسی
می باشد.نکته مهم و قابل توجه این است که طبق سیستم استانیسلاوسکی، بازیگر بدون واسطه در ارتباط مستقیم با نقش و شخصیت نمایش نامه قرار می گیرد.درحالی‌که در اپرای عروسکی، بازی دهنده از طریق عنصر واسطه ای _عروسک نخی_ با نقش ارتباط برقرار می کند. از آنجایی که باور پذیری و روانشناسی شخصیت، از جمله اصول اولیه و اساسی این متد است، بازی دهنده و عروسک در پیوندی طبیعی و زنده (ارگانیک ) نسبت  به یکدیگر قرار می گیرند.بازی دهنده عروسک ، نقش و احساسات درونی شده اش را در حرکات عروسک نمایان می کند و که سبب می شود به آن هویت و موجودیت انسانی بخشد.
بنابراین طبق سیستم بایو فیدبک و نورو فیدبک، بازی دهنده به عنوان دستگاه عصبی مرکزی-مغز عروسک ،  فرمان دهنده کلیه  کنش و واکنش های، موجود زنده می باشد.

## آموزگاری
- آموزگار دبستان از ۱۳۴۷ تا ۱۳۴۸
- استاد دانشگاه تهران - دانشگاه هنر تهران - دانشگاه صدا و سیما - دانشگاه سوره از ۱۳۶۰

## سینما
- نویسنده فیلمنامه دونده به همراه امیر نادری سال ۱۳۶۴
- نویسنده و کارگردان فیلم سینمایی کاراگاه ۲ سال ۱۳۶۸
- تهیه‌کننده فیلم سینمایی زینت سال ۱۳۷۲
- نویسنده و کارگردان فیلم سینمایی تنبل قهرمان سال ۱۳۸۰
- کارگردان فیلم مستند دست، پا، بافته سال [۱۲] ۱۳۸۲

## نوشته و ترجمه
- نمایشنامه سبز در سبز ۱۳۵۹
- استاد، خیمه شب بازی می‌آموزد ۱۳۶۳
- ورودی به قلمرو شبه عروسک‌ها و نمایش‌های عروسکی ۱۳۶۴
- مرغ دریایی ۱۳۶۴ ترجمه
- دنیای گسترده نمایش عروسکی ترجمه و نگارش
- کره اسب و رودخانه ترجمه
- کاردستی ۱۳۶۷
- تئاتر چیست؟ چگونه زاده شد، چگونه اجرا می‌شود ۱۳۷۰
- نمایش عروسکی گام به گام ۱۳۷۰
- انیمیشن از نخستین گام‌ها تا اعتلا ۱۳۷۷ ترجمه
- فیلمنامه تنبل قهرمان ۱۳۷۹
- قلعه حیوانات ۱۳۸۴ ترجمه
- تئاتر در ایران ۱۳۸۴
- بینوایان ۱۳۸۵ ترجمه
- کلبه عمو تم ۱۳۸۵
- قصه تلخ طلا ۱۳۸۵ ترجمه
- جونور ۱۳۸۵
- مادر مادر است، نوشته شانکار، ترجمه، گروه سنی «ب»[۱۳]
- پینوکیو نوشته کارلوکلودی، ترجمه۱۳۹۶

## کارهای نمایشی
- کارگردانی، طراحی صحنه و بازی در نمایش آرش کمانگیر نوشته سیاوش کسرایی؛ سنندج؛ ۱۳۴۶
- بازی در نمایش پهلوان اکبر می‌میرد نوشته بهرام بیضایی به کارگردانی"گروهی"؛ سنندج؛ ۱۳۴۷
- کارگردانی و بازی در نمایش "زاویه" نوشته غلامحسین ساعدی؛ سنندج؛ ۱۳۴۸
- بازی در نمایش" شنل هزار قصه " به کارگردانی اسکارواتک؛ تهران، تالار ۲۵ شهریور؛ ۱۳۵۲
- مدیر برنامه یک هفته با خیمه‌شب بازی (با حضور پیشکسوتان نمایش خیمه شب بازی)، تهران، دانشگاه تهران، دانشکده هنرهای زیبا؛ ۱۳۵۲
- نگارش و کارگردانی نمایش " سار از درخت پرید" ؛(پایان‌نامه تحصیلی)؛ ۱۳۵۳
- نگارش و کارگردانی نمایش " کوراوغلی چنلی بئل "؛ تهران، کانون پرورش فکری کودکان و نوجوانان؛ ۱۳۵۸
- نگارش، کارگردانی و طراحی صحنه در نمایش" حضور در آینهٔ پریشان"؛ تهران، تئاترشهر، تالار قشقایی، ضبط تلویزیونی، شبکه اول؛ ۱۳۵۸
- نگارش، کارگردانی و طراحی صحنه در نمایش" تف"؛ تهران، تئاترشهر، تالار قشقایی؛ ۱۳۵۸
- نگارش و کارگردانی نمایش عروسکی صحنه‌ای و تلویزیونی "بابا بزرگ و ترب"؛ (به شیوه عروسک‌های میله‌ای)؛ شبکه ۲؛ ۱۳۶۴
- نگارش و کارگردانی نمایش عروسکی و فیلم سینمایی کارآگاه ۲؛ ۱۳۶۷
- نگارش، کارگردانی و طراحی صحنه نمایش "سفر سبز در سبز"؛ اصفهان، تهران، تالار وحدت؛ ۱۳۶۸ چین؛ ۱۳۶۰
- نگارش و کارگردانی نمایش " شش جوجه کلاغ و یک روباه"؛ تهران، کانون پرورش فکری کودکان و نوجوانان؛ ۱۳۶۸
- نگارش و کارگردانی نمایش" جنگ کور"؛ تهران، کانون پرورش فکری کودکان و نوجوانان؛ ۱۳۵۸ و ۱۳۶۹
- نگارش، کارگردانی و طراحی صحنه نمایش" بابا بزرگ و ترب" (به شیوه سایه)؛ تهران، فرهنگسرای بهمن؛ ۱۳۶۹
- نگارش، کارگردانی و طراحی صحنه نمایش عروسکی میکی و کارآگاه ۲؛ تهران، تئاترشهر، تالار اصلی، گرگان؛ ۱۳۷۲
- نگارش، کارگردانی و طراحی صحنه نمایش بینوایان؛ تهران، فرهنگسرای بهمن؛ ۱۳۷۵
- نگارش و کارگردانی نمایش هفت خان رستم؛ تهران، استادیوم آزادی؛ ۱۳۷۶
- طراحی صحنه در نمایش مسخ به کارگردانی" علیرضا کوشک‌جلالی"؛ تهران، تئاترشهر، تالار اصلی (جشنواره تئاتر فجر)؛ ۱۳۷۷
- نگارش، کارگردانی و طراحی صحنه نمایش" خیمه شب‌بازی به شیوه قاجار"؛ تهران، تئاترشهر، تالار قشقایی و خانه هنرمندان؛ ۱۳۷۸
- طراحی صحنه در نمایش"علی کوچیکه" به کارگردانی محمد حاتمی؛ تهران، خانه هنرمندان، تالار تجربه؛ ۱۳۸۲
- نگارش و کارگردانی نمایش"استاد، خیمه شب بازی می‌آموزد"؛ ونزوئلا؛ ۱۳۷۸، پراگ؛ ۱۳۸۲
- نگارش، کارگردانی و طراحی صحنه در نمایش "۲۳۴۲ روز بد"؛ تهران، تئاترشهر، تالار چهارسو، پاریس، اسلو؛ ۱۳۸۲ – ۱۳۸۱
- نگارش، کارگردانی، طراحی صحنه و نور در اپرای عروسکی رستم و سهراب؛ تهران، تالار فردوسی؛ ۱۳۸۳
- نگارش، کارگردانی و طراحی صحنه در نمایش ایکارو؛ تهران، تئاترشهر، تالار چهارسو؛ ۱۳۸۴
- نگارش، کارگردانی و طراحی صحنه و نور در نمایش "قصه تلخ طلا"؛ تهران، تئاترشهر، تالار چهارسو؛ ۱۳۸۵
- نگارش، کارگردانی و طراحی صحنه و نور در نمایش عروسکی «آهو یاهو» تهران، تالار وحدت _ تالار هنر؛ ۱۳۸۵
- کارگردانی و دراماتورژی اپرای عروسکی مکبث؛ تهران؛ تالار فردوسی ۱۳۸۶
- نگارش، کارگردانی، طراحی صحنه و نور در  کلبه عمو تم؛ تهران؛ ۱۳۸۶
- نگارش، کارگردانی، طراحی صحنه و نور در  اپرای عروسکی عاشورا، تهران، تالار فردوسی؛ ۱۳۸۷
- نگارش، کارگردانی، طراحی صحنه و نور در  اپرای عروسکی مولوی، تهران، تالار فردوسی؛ ۱۳۸۸
- نگارش، کارگردانی، طراحی صحنه و نور در  اپرای عروسکی حافظ، تهران، تالار فردوسی؛ ۱۳۹۱
- کارگردانی، دراماتورژی، طراحی صحنه، لباس و نور در اپرای عروسکی لیلی و مجنون، تهران، تالار فردوسی؛ ۱۳۹۳
- کارگردانی، دراماتورژی، طراحی صحنه، لباس و نور در  اپرای عروسکی سعدی، تهران، تالار فردوسی؛ ۱۳۹۴[۱۴]
- نگارش، کارگردانی، طراحی صحنه، لباس و نور در اپرای عروسکی خیام تهران، تالار فردوسی؛ ۱۳۹۶[۱۵]
- نگارش، کارگردانی، طراحی صحنه، لباس و نور در اپرای عروسکی عشق- شیخ صنعان و دختر ترسا- از منطق الطیر عطار نیشابوری، تهران، تالار فردوسی؛ ۱۳۹۷ [۷]